# Milan Merkl
Milan Merkl (10 febbraio 1935) è un ex cestista cecoslovacco.

## Carriera
Vinse la medaglia d'argento ai Campionati europei del 1955 e quella di bronzo a quelli del 1957.

## Palmarès
- Campionato cecoslovacco: 3

ATK Praga: 1955-56
Spartak ZJŠ Brno: 1957-58, 1961-62